# نشویل سیتی سنتر
نشویل سیتی سنتر (انگلیسی: Nashville City Center) یک برج ۲۷ طبقه اداری کلاس آ در نشویل است. این برج در سال ۱۹۸۸ تکمیل گشت و توسط شرکت استابینز اسوشیئیتس طراحی شد. لوگوی بانک فرست هوریزون در بالای آن قرار دارد.